# Pazos (Pazos de Borbén)
Pazos (oficialmente Santa María de Pazos) es una parroquia española del municipio de Pazos de Borbén, perteneciente a la provincia de Pontevedra, en la comunidad autónoma de Galicia.

## Historia
Hacia mediados del siglo XIX, el lugar, ya por entonces perteneciente a Borbén, tenía contabilizada una población de trescientos habitantes. Aparece descrito en el duodécimo volumen del Diccionario geográfico-estadístico-histórico de España y sus posesiones de Ultramar de Pascual Madoz con las siguientes palabras:

PAZOS (Santa Maria): felig. cap. del ayunt. de Borben en la prov. de Pontevedra (3 leg.), part. jud. de Redondela (1), dióc. de Tuy (5). sit. al principio de la encañada de Puenteareas con inclinacion al E.; reinan todos los vientos; el clima es templado y sano. Tiene unas 140 casas y escuela de primeras letras frecuentada por 20 niños, cuyo maestro es el cura de la parr., y por lo mismo no percibe retribucion alguna. La igl. parr. (Sta. Maria) está servida por un cura titulado abad: hácia el N. tiene un anejo llamado la Hermida, cuyo titular es Ntra. Sra. de la Concepcion. Confina el térm.: N. Sotomayor; E. Moscoso y Junqueras; S. Santiago de Borben, y O. Amoedo. El terreo es de buena calidad, y le baña un riach. por la parte del O. Los caminos conducen á Ribadavia, Redondela, Puenteareas y Pontevedra; su estado bastante malo; el correo se recibe de Redondela. prod.: maiz, centeno, panizo y algun vino; se cria ganado vacuno, lanar y cabrío; caza de liebres, conejos y perdices, zorros y lobos. ind.: la agrícola y molinos harineros. comercio: esportacion de maiz é importacion de vino y otros efectos precisos. pobl.: 133 vec., 650 almas. contr. con las demas felig. que componen el ayunt. (V.).
(Madoz, 1849, p. 728)

En 2022, tenía empadronados 344 habitantes.